# Abd Mohammed Hussein al-Houdheifi
Abd Mohammed Hussein al-Houdheifi (en arabe : عبده محمد حسين الحذيفي), né en 1954, est un militaire et homme politique yéménite. Il est ministre de l'Intérieur en 2015,.